# Anzia pseudopustulata
Anzia pseudopustulata är en lavart som beskrevs av Sipman. Anzia pseudopustulata ingår i släktet Anzia och familjen Parmeliaceae.   Inga underarter finns listade i Catalogue of Life.